# 크레펠트
크레펠트(독일어: Krefeld)는 독일 서부 노르트라인베스트팔렌주에 있는 도시이다. 인구는 238,031 명이다. (2009년 기준)
노르트라인베스트팔렌 주 서부, 라인강 연안에 위치한다. 뒤셀도르프·뒤스부르크 등과 인접해 있다. 12세기에 Krinvelde로 문헌에 처음 언급되었다. 1600년 오라녜가에 넘아갔다가 1702년 윌리엄 3세의 죽음 이후 프로이센 왕국에 넘어갔다. 한편 이 곳은 30년 전쟁 이후 발전하기 시작하여 인구가 급속히 늘어났는데, 인구 증가를 피해 1683년 이 곳의 메노나이트들이 미국으로 건너가 현재의 필라델피아 지역에 저먼타운을 건설하였다. 1758년부터 프랑스와의 사이에 7년간 크레펠트 전투가 일어났다. 19세기 후반 산업과 교통의 발달로 더욱 발전했으며, 부근 도시와 마을을 합병하여 라인 강 유역의 주요 항구도시가 되었다. 1929년 인근의 위어딩겐(Uerdingen)을 합병하여 크레펠트위어딩겐이라 하다가 1940년부터 위어딩겐을 빼고 크레펠트로 불렀다. 제1차 세계대전·제2차 세계대전 때 연합군에 점령되고 큰 폭격을 받았다.

## 자매 도시
- 네덜란드 벤로 (1964년)
- 영국 레스터 (1969년)
- 프랑스 됭케르크 (1974년)
- 네덜란드 레이던 (1974년)
- 미국 샬럿 (1986년)
- 독일 오더-슈프레 (1990년)
- 러시아 울리야놉스크 (1993년)
- 터키 카이세리 (2008년)